# Domna Michailidu
Domna Michailidu (ur. 13 listopada 1987) – grecka polityczka.

## Życiorys
Studiowała ekonomię na Uniwersytecie w Yorku, zdobyła dyplom studiów magisterskich na Uniwersytecie Cambridge. Na tym samym uniwersytecie zdobyła doktorat.

### Działalność polityczna
Od 8 lipca 2019 do 25 maja 2023 pełniła funkcję wiceminister pracy i polityki społecznej w pierwszym rządzie Kiriakosa Mitsotakisa.
W majowych i czerwcowych wyborach do Parlamentu Grecji uzyskała mandat posłanki z regionu obejmującego miasto Pireus. W wyborach startowała w ramach list partii Nowa Demokracja. Po wyborach, z dniem 27 czerwca 2023, objęła stanowisko wiceminister edukacji, spraw religijnych i sportu w drugim rządzie Kiriakosa Mitsotakisa. Ministrem został Kiriakos Pierakakis.
W związku ze zmianami w gabinecie Mitsotakisa, z dniem 4 stycznia 2024 objęła stanowisko ministry pracy i polityki społecznej.